# Zdravko Pucak
Zdravko Pucak (Lički Ribnik, 13. srpnja 1955. - Karlovac, 31. kolovoza1980.), hrvatski pjesnik

## Život
Odmah po rođenju s roditeljima prelazi u Karlovac. Osnovnu i srednju školu polazio je i završio u gradu Karlovcu.
Na filozofskom fakultetu u Zagrebu studirao je jugoslavenske jezike i književnost.
31.8.1980. tragičnom voljom završava život jedva navršivši 25 godina.

## Djela
Njegova književna ostavština ima preko 270 pjesama što svjedoči o veoma plodnoj stvaralačkoj aktivnosti ovog pjesnika.
Postumno izdane zbirke poezije:
1. Slomljena krila, Zdravko Pucak,  Zagreb, 1987.
- priredio: Gojko Sušac
- Ilustrirao: Danijel Butala
- izdavači: Ana i Ivan Pucak
2. Plaha intima, Zdravko Pucak, Karlovac, 1991.
- priredio: Gojko Sušac
- Ilustrirao: Danijel Butala
- izdavač: Matica hrvatska

## Književna priznanja
26.1.1987. godine Radio Zagreb mu je u emisiji za mlade pod naslovom „Čuđenje u svijetu“ prvi objavio neveliku rukovet stihova odškrinuvši tako vrata u jednu stvaralačku izdvojenost ispunjenu mladićkim nemirima jedne samovoljno izabrane samoće.
U spomen na mladog pjesnika i njegovo stvaralaštvo Ogranak Matice hrvatske u Karlovcu i Grad Karlovac  dodjeljuje mladim pjesnicima Hrvatsku književnu nagradu “Zdravko Pucak” još od 1995. godine.

## Obitelj
Otac Ivan rođen  je u Donjoj Kupčini, a radio je u unutarnjim poslovima na upravno-pravnim poslovima i u kriminalistici, a majka Ana je bila profesor defektologije.  